# Vyhnání Gerty Schnirch
Vyhnání Gerty Schnirch je rozsáhlý historický román spisovatelky Kateřiny Tučkové. Poprvé vyšel roku 2009 a autorka za něj rok poté získala cenu Magnesia Litera. Román je zasazen do Brna a zaznamenává tragický osud ženy od druhé světové války až do reality transformované společnosti devadesátých let. Je zde patrný důraz na minulost s využitím historických poznatků a snahou o faktografickou věrnost. Autorka se inspirovala skutečnou událostí, tzv. brněnským pochodem smrti. 

## Děj
Gerta je dcera brněnského Němce Friedricha a Češky Barbory. Rodina je pomyslně rozdělena na českou (matka a Gerta) a německou (otec a bratr). Gerta se cítí být Češkou, nikoliv Němkou. Svět se jí začne hroutit ve chvíli, kdy její matka během války umírá a její bratr Friedrich musí narukovat. Gerta zůstává sama se svým otcem, který má vůči Čechům čím dál větší odpor a znásilňuje ji. Gerta s ním nechtěně otěhotní a svou dceru pojmenuje po matce Barbora. 
S koncem války přichází velká nenávist vůči Němcům. V noci z 30. na 31. 5. 1945 je Gerta jen s několikaměsíční dcerou a osobními věcmi odsunuta společně s dalšími brněnskými Němci směrem k Rakousku, do Pohořelic. Cestou, následkem týrání, znásilňování žen, únavou nebo jen pro zábavu mladých hlídačů, umírají spousty lidí. 
Zásluhou sedláka Šenka se Gerta s několika dalšími ženami dostává z Pohořelic do Perné do domu staré hospodářky Zipfelové. Zde stráví mnoho let. Přichází však kolektivizace a politické procesy. Šenk skončí v uranových dolech, protože odmítá dát svůj statek do družstva. Zipfelka skončí v totální chudobě. Vše staré mizí a nastává nové. Gerta se díky bývalému přítelovi Karlovi dostává zpět do Brna, kde ji čekají dva šťastné roky života. Ani Karlovi se ale nevyhnou čistky v padesátých letech a Barboru stále dohání německá minulost.
Barbora si s matkou nerozumí. Založí si vlastní rodinu a odstěhuje se z Brna. Gerta žije sama a lidé na ní koukají skrze prsty. Po srpnové okupaci se ale zase cítí být Němkou, snaží se dceru seznámit s minulostí, ale pohádají se. Poslední nadějí se pro ni stává vnučka Blanička, která touží po spravedlnosti a omluvě všem vyhnaným Němcům. Gerta se jí ale nedočká. V nemocnici, otrávená životem, zahořklá proti všem, neschopna odpustit svému otci a bratrovi a toužící po omluvě, jak s ní celý život zacházeli, umírá. 

## Interpretace
Román líčí život hlavní protagonistky Gerty od jejího mládí až do smrti. Kniha začíná prologem, v němž jsou dva krátké záběry z osudových událostí života Gerty. Následně je rozdělena do pěti částí. První část nazvaná Válkou s cejchem Schnirchů popisuje životní realitu protektorátního Brna. Druhá část pojmenovaná příslovím Když se kácí les, lítají třísky zaznamenává samotný akt vyhnání, respektive divokého odsunu brněnských Němců, a bezprostředně poválečnou dobu, jež Gerta prožije ve vesnici Perná. V části Město Deutschfrei jsou zachycena léta tuhého stalinismu začátkem padesátých let v Brně. Čtvrtá část Minulost přítomná sleduje další osudy Gerty za normalizace a krátce i po jejím pádu. Dovětek Gertina příběhu tvoří poslední část Sólo pro Barboru, v níž se Barbora ohlíží za životem své matky a bilancuje jejich vzájemný vztah.
Román klade bolestné otázky viny, odplaty a odpuštění mezi Čechy a Němci. Mimo to se stáváme svědky narušeného vztahu matky a dcery, který poznamenalo nejen omezené prostředí, v němž se jako české Němky na okraji společnosti pohybovaly, ale také vzájemné nepochopení dvou generací a nemožnost zprostředkovat osobní zkušenost. 
Titulem a zároveň ústředním tématem románu je vyhnání, a to jak doslovně, tak jako nositel negativních konotací. Nejedná se totiž jen o vyhnání jakožto násilné vystrnadění Němců z Brna. Jde i o vyhnání ven, mimo lidské společenství, ze skutečného života do tristního přežívání všemu a všem navzdory.
Neméně důležité je zde rovněž téma kolektivní viny, viny individuální a česko-německých vztahů. Příběh se nese v duchu kolektivního odsouzení německého obyvatelstva za činy nacistů. Nadto ale autorka klade protagonistku Gertu, její individuální životní příběh a téma individuální viny. Celý příběh se pak dotýká citlivého problému česko-německých vztahů po druhé světové válce. Autorka tak navazuje na linii české literatury usilující od šedesátých let o dějinnou revizi česko-německých vztahů, již reprezentuje kupříkladu próza Adelheid Vladimíra Körnera nebo posmrtně vydaná novela Jaroslava Durycha Boží duha.

## Okolnosti vzniku díla
Kateřina Tučková měla standardní gymnaziální znalosti o odsunu německých obyvatel. Odsuny proběhly podle dohod, byly organizovány Červeným křížem, ovšem někde to neproběhlo tak, jak by to proběhnout mělo. Až později zjistila, že je odváděli z ulice, ve které bydleli nebo že u Pohořelic existuje hromadný hrob. Toto zjištění ji fascinovalo a inspirovalo k napsání rozsáhlého románu Vyhnání Gerty Schnirch.

## Přijetí díla
Román Vyhnání Gerty Schnirch byl nominován na Cenu Jiřího Ortena a Cenu Josefa Škvoreckého. Nakonec však získal v roce 2010 čtenářskou cenu Magnesia Litera.
V polistopadovém období získala tabuizovaná látka o odsunu Němců značnou popularitu a stala se víceméně ústředním tématem současné prózy.
Přesto ohlasy a kritiky na román Vyhnání Gerty Schnirch byly rozporuplné. Pochval v kritikách je mnohem méně než negativních připomínek. Za silnou stránku románu je považováno jednohlasně téma knihy zprostředkované silným osobním příběhem hrdinky se sugestivním nábojem, který v sobě nese mravní poselství. Kromě toho recenzenti obdivují autorčinu historiografickou přípravu, její vypravěčský styl, práci s emocemi, mimořádný styl a smysl pro psychologii. Pavel Janoušek pro časopis Host napsal, že: „Autorka prokazuje mimořádný smysl pro psychologii, schopnost udržet napětí mezi tendencí k typologizaci a jedinečnosti, ale i schopnost účinně využít konfrontace protikladných individuálních postojů. (…) Svou výpovědí nepateticky naznačuje, že některé věci nikdy nebudou normální, ať už je páchá, kdo chce a ve jménu čehokoli. (…) Jde o zlomovou práci, která suverénním způsobem naplňuje jednu z možných a důležitých funkcí literatury. Je prostředkem sebereflexe dané komunity, v tomto případě českého národa.“ Na druhou stranu je autorce vytýkána její práce s postavami, což patří k nejčastějším výtkám. Kritici vidí problém v tom, že mnoho postav se příběhem pouze mihne a hned zase zmizí. Jan Hübsch prohlásil, že: „Kateřina Tučková rozvine spoustu dalších lidských příběhů, které ale následně nijak nevysvětlí“.
Dále je autorce vytýkán rozsah příběhu, užití nevěrohodných dialogů, plochá místa, která jsou zaplněna zbytečnými detaily, a přílišnou doslovnost, která nenechává čtenáři prostor pro vlastní úsudek.  Předmětem kritiky je i údajná jazyková neobratnost, která se v díle projevuje především v tvorbě dialogů a popisných pasážích. Nejvíce poznámek k těmto problematickým jevům měl Vojtěch Staněk. O Tučkové napsal, že není zrovna jazykový virtuos, což je znát nejvíce v dialozích, které v některých pasážích při představě, že by měly být autentické, nabývají až groteskního  rázu.

## Adaptace
Vyhnání Gerty Schnirch bylo přeloženo do sedmi jazyků (angličtina, němčina, italština, řečtina, slovenština, polština a maďarština). V České republice dílo uvádí jako divadelní adaptaci HaDivadlo v Brně a soubor 3D Company v Žižkovském divadle Járy Cimrmana v Praze. Kromě toho je dostupná audiokniha, kterou vydalo Nakladatelství OneHot Book v roce 2013. V roce 2025 bylo zahájeno natáčení dvoudílného televizního filmu Gerta Schnirch, film natáčí režisér Tomáš Mašín.